# Veronicellidae
Veronicellidae Gray, 1840 è una famiglia di molluschi gasteropodi eterobranchi terrestri dell'ordine Systellommatophora.

## Descrizione
La superficie dorsale di queste lumache è interamente ricoperta dal mantello o iponoto. Questi molluschi hanno un ano localizzato posteriormente, occhi su tentacoli contrattili (non retrattili) e nessun polmone o organo polmonare. In questi aspetti sono anatomicamente distinti dalla maggior parte degli altri tipi di lumache terrestri, che tipicamente appartengono all'ordine Stylommatophora, e che hanno un ano situato in avanti e tentacoli retrattili.
I membri strettamente correlati della famiglia Onchidiidae differiscono dai Veronicellidae per avere un sacco polmonare o polmone.

## Distribuzione e habitat
I membri della famiglia possono essere trovati in Repubblica Centrafricana, Kenya, Camerun, Africa occidentale tropicale , Messico, Repubblica Democratica del Congo, Thailandia, Asia meridionale, Cina, Taiwan, Cuba, nelle foresta pluviali dell'altopiano di Porto Rico, Florida, Dominica, Hawaii, nelle isole dell'Oceano Indiano, Australia, Samoa e Guyana.

## Tassonomia
La famiglia comprende i seguenti generi:
- Angustipes Colosi, 1922
- Belocaulus Hoffmann, 1925
- Colosius Thomé, 1975
- Diplosolenodes Thomé, 1975
- Eleutherocaulis Simroth, 1913
- Filicaulis Simroth, 1913
- Forcartulus Thomé, 1975
- Heterovaginina Kraus, 1953
- Imerinia Cockerell, 1891
- Latipes Colosi, 1922
- Leidyula H. B. Baker, 1925
- Microveronicella Thomé, 1975
- Montivaginulus Thomé, 1975
- Novovaginula Thiele, 1931
- Phyllocaulis Colosi, 1922
- Potamojanuarius Thomé, 1975
- Pseudoveronicella Germain, 1908
- Sarasinula Grimpe & Hoffmann, 1924
- Semperula Grimpe & Hoffmann, 1924
- Simrothula Thomé, 1975
- Vaginulus A. Férussac, 1821
- Valiguna Grimpe & Hoffmann, 1925
- Veronicella Blainville, 1817
- Zilchulus Thomé, 1975